# 羅志祥音樂作品列表
本條目列舉臺灣歌手羅志祥的音樂作品。

## 國語專輯
| 專輯 | 專輯資料 |
| 1st  | 首張專輯《Show Time》 - 發行日期：2003年12月5日 2004年1月9日（日式嘻哈NO.1庆功版 CD+VCD） - 唱片公司：愛貝克思 |
| 2nd  | 第二張專輯《達人Show》 - 發行日期：2004年10月22日 2004年11月25日（影音珍藏版 CD+VCD） - 唱片公司：愛貝克思 |
| 3rd  | 第三張專輯《催眠Show》 - 發行日期：2005年10月21日（預購版） 2005年11月4日（限量慈善版） 2005年11月25日（冠軍影音安可版 CD+DVD） 2006年1月20日（慶功加場版 CD+DVD） - 唱片公司：愛貝克思 |
| 4th  | 第四張專輯《Speshow》 - 發行日期：2006年11月17日（預購版） 2006年12月8日（幸福獵人影音慶功版 CD+DVD） 2007年1月12日（愛轉角冠軍特別版 CD+DVD） 2007年2月16日（國王遊戲 LIVE 黃金版 CD+DVD） - 唱片公司：愛貝克思                                                                                      |
| 5th  | 第五張专辑《舞所不在》 - 發行日期：2007年11月16日（預購版） 2007年12月21日（舞霸冠軍版 CD+DVD） 2008年1月25日（衛冕慶功黃金典藏版 CD+DVD） - 唱片公司：國會音樂 |
| 6th  | 第六張专辑《潮男正傳》 - 發行日期：2008年12月2日（潮男幻鏡珍藏版） 2008年12月5日（潮男誌盒裝版） 2008年12月26日（正式版） 2009年1月23日（撐腰相挺慶功版） - 唱片公司：金牌大風 |
| 7th  | 第七張专辑《羅生門》 - 發行日期：2009年12月22日（主場華麗版）（愛秀時尚版） 2010年1月15日（正式版） 2010年2月12日（愛不單行冠軍慶功限量版） 2010年3月12日（舞法舞天3D影音典藏版） - 唱片公司：金牌大風                                                                                                |
| 8th  | 第八張专辑《獨一無二》 - 發行日期：2011年1月28日（紳情款款版）（花花仕界版） 2011年2月18日（正式版） 2011年3月18日（一萬零一夜冠軍慶功版） 2011年5月6日（影音珍藏盤） 2011年7月20日以“Only For You”名稱在【日本發行】 - 日本版額外收錄獨一無二的日語版“ONLY YOU” - 唱片公司：金牌大風、波麗佳音(日本) |
| 9th  | 第九張专辑《有我在》 - 發行日期：2012年3月21日（風雲變色版）（驚天動地版） 2012年4月6日（天長地九版） 2012年5月4日（全城熱愛 冠軍影音珍藏版） 2012年6月20日以“Count On Me/有我在”名稱在【日本發行】 - 唱片公司：金牌大風                                                                              |
| 10th | 第十張专辑《獅子吼》 - 發行日期：2013年10月16日（霸氣嘶吼金獅版）（沉默是金黑獅版） 2013年11月8日（世紀吶喊獅吼版） 2013年12月6日（舞魂再現 冠軍Encore版） 2014年3月12日（日本初回盤，通常盤） - 唱片公司：索尼音樂、波麗佳音(日本)                                                                   |
| 11th | 第十一張專輯《真人秀？》 - 發行日期：2015年10月30日（SHOW MAG秀雜誌）（SHOW PAPER 秀報紙） 2015年11月20日（正式版） - 唱片公司：環球音樂 / EMI |
| 12th | 第十二張專輯《No Idea》 - 發行日期：2019年3月27日（精裝限量版） 2019年4月12日（正式版） - 唱片公司：環球音樂 / EMI |
| 13th | 第十三張專輯《舞狀元》 - 發行日期：2024年6月3日（首批精裝預購版） 2024年8月1日（平裝版） - 唱片公司：華納音樂 |

### 國語單曲
- 第1張單曲 No Joke（2018年12月19日環球音樂 / EMI發行）
- 第2張單曲 Trap Game（2021年11月20日華納音樂發行）
- 第3張單曲 修羅（2022年2月17日華納音樂發行）
- 第4張單曲 免死金牌（2022年11月12日華納音樂發行）
- 第5張單曲 Don't Be Late（2023年7月4日華納音樂發行）
- 第6張單曲 有點愛（2023年12月5日華納音樂發行）
- 第7張單曲 源進化

## 日語專輯
第1張專輯 THE SHOW（2012年9月19日波麗佳音發行）
- 2012年9月19日 初回限定A版、初回限定B版、普通版（C版）
- 2012年12月13日 韓國CD版

### 日語單曲
- 第1張單曲 DANTE（2012年2月15日波麗佳音發行）
- 第2張單曲 MAGIC（2012年6月20日波麗佳音發行）
- 第3張單曲 Fantasy（2014年2月12日波麗佳音發行）

## 組合/團體專輯（已解散）
- 1996年四大天王 首張專輯《Cha Cha舞池》
- 1997年四大天王 第二張專輯《嘿耶噢啊嘉年華》
- 1997年四大天王 第三張專輯《我喜歡》
- 1998年四大天王 第四張專輯《甜蜜蜜》
- 1998年四大天王 首張新曲+精選輯《我就是要叫你寶貝》
- 1998年羅密歐 首張專輯《貓叫春》
- 1999年羅密歐 第二張專輯《動起來》

## 合輯
- 2000年3月《新梁山伯與祝英台》（又名：《少年梁祝》）電視原聲帶
  - 歌曲：錦繡陽關道
  - 歌曲：拜訪我的愛
- 2004年《鬥魚2電視原聲帶》
  - 歌曲：灰色空間（片頭曲）
- 2006年 容祖兒專輯：Jump Up 9492
  - 歌曲：飆汗（合唱曲）
- 2007年8月31日 《歌舞青春2》原聲帶「亞洲豪華超值版」
  - 歌曲：必殺技
- 2008年音樂之聲《我要上學》活動主題歌曲
  - 歌曲：用愛點亮希望
- 2011年 王心凌專輯：(黏黏)²
  - 歌曲：陪我到以後（合唱曲）
- 2015年 May J.單曲：Sparkle
  - 歌曲：北極星 ~POLESTAR~（合唱曲）

## 混音專輯
第1張混音專輯 舞者為王remix混音極選（2010年5月12日金牌大風發行)
- 舞法舞天演唱會搶聽版（CD+DVD版）
- 數位音樂限量特典飾品版（USB版）

## 個人精選
- 第1張精選輯 Best Show（2007年11月2日艾迴音樂發行）
  - 2007年11月2日 BEST SHOW【勁舞天王版】(CD+DVD)【最愛珍藏版】(CD+DVD)
- 第2張精選輯 All For You超精選+新曲（2011年1月21日艾迴音樂發行）
- 第3張精選輯 舞極限(含3首新曲)（2012年11月23日金牌大風發行）
  - 2012年11月23日 預購版、正式版
  - 2013年3月13日 日本版

## 演唱會DVD
- 第1張演唱會DVD 殘酷舞台真實錄LIVE DVD（2008年7月11日EMICapitol發行）
  - 在G-Music風雲榜（影音榜）在榜週數達65週（即1年又13週）[1]
- 第2張演唱會DVD 生命之舞LIVE TOUR DVD（2011年11月11日金牌大風發行）
- 第3張演唱會DVD 極限拼圖LIVE TOUR DVD（2014年8月1日百代唱片發行）

## 跨刀拍攝MV及其他未被分類的音樂作品
- 2004年 跨刀拍攝MV：信樂團 挑釁MV （页面存档备份，存于）
- 2005年 跨刀拍攝MV：何潔 希望MV （页面存档备份，存于）
- 2009年 跨刀拍攝MV：周筆暢 這句話MV （页面存档备份，存于）
- 2010年 全家便利商店超麵包廣告曲 （页面存档备份，存于）
- 2013年 台灣麥當勞大麥克廣告曲MV （页面存档备份，存于）
- 2014年 
  - 跨刀拍攝MV：孫佳人  Truth or Dare MV
  - 擔任歌曲製作人，作曲：林大晉 My Girl MV （页面存档备份，存于）
  - 百事可樂2014巴西世界盃主題曲Shake Your Body MV （页面存档备份，存于）
  - 創作品牌形象音樂：台灣PASSHION羅志祥SHOW X PASSHION X 林炳存 2014 形象影片 （页面存档备份，存于）
  - 創作品牌形象音樂:I WANT STAGE [為自創品牌STAGE廣告背景形象音樂]
- 2015年 跨刀拍攝MV：May J. Polestar MV （页面存档备份，存于）
- 2016年 極限挑戰電影主題曲：男人的事 （页面存档备份，存于） 作曲：彭飛 作詞：王征宇/文雅 主唱：孫紅雷、黃渤、王迅、羅志祥、黃磊、張藝興
- 2016年 極限挑戰第二季主題曲：男人的事[永久] 作曲：彭飛 作詞：王征宇/文雅 主唱：孫紅雷、黃渤、王迅、羅志祥、黃磊、張藝興